# 南區站
南區站（羅馬化：Yuzhnaya）是莫斯科地鐵謝爾普霍夫－季米里亞澤夫線的一個車站，設計師是V. A. Cheremin和R. Bazhenov，開通於1983年。